# Abavorana luctuosa
Genre
Espèce
Synonymes
- Limnodytes luctuosus Peters, 1871
- Rana luctuosa (Peters, 1871)
- Hylarana luctuosa (Peters, 1871)
- Rana decorata Mocquard, 1890

Statut de conservation UICN

 LC  : Préoccupation mineure
Abavorana luctuosa est une espèce d'amphibiens de la famille des Ranidae.

## Répartition
Cette espèce se rencontre, :
- en Indonésie à Sumatra et au Kalimantan ;
- en Malaisie péninsulaire et en Malaisie orientale ;
- dans le sud de la Thaïlande.

## Description
Abavorana luctuosa présente un dos de couleur brun foncé et des flancs de couleur noire.

## Publications originales
- Oliver, Prendini, Kraus & Raxworthy, 2015 : Systematics and biogeography of the Hylarana frog (Anura: Ranidae) radiation across tropical Australasia, Southeast Asia, and Africa. Molecular Phylogenetics and Evolution, vol. 90, p. 176–192.
- Peters, 1871 : Über neue Reptilien aus Ostafrica und Sarawak (Borneo), vorzüglich aus der Sammlung des Hrn. Marquis J. Doria zu Genua. Monatsberichte der Königlich preussischen Akademie der Wissenschaften zu Berlin, vol. 1, p. 566-581 (texte intégral).